# أحمد أباد (فتح أباد)
احمد أباد (بالفارسية: احمدآباد) هي قرية تقع في إيران في Fathabad Rural District.